# Verónica Murúa
Verónica Murúa , soprano mexicana, nacida en la Ciudad de México.

## Biografía
De padres químicos, se graduó en Ingeniería Química en la Universidad Nacional Autónoma de México. Cuando estudiaba en la Facultad de Química, decidió estudiar canto y antes de terminar su carrera científica ingresó a la entonces Escuela Nacional de Música hoy Facultad de Música de la UNAM, después de obtener su licenciatura en Ingeniería Química y hacer un año de estudios de maestría en Ingeniería Petroquímica, decidió dedicarse por completo a la música.  Fue ganadora del primer premio en el Concurso Francisco Araiza de la Escuela Nacional de Música y el tercer lugar en el Concurso Carlo Morelli en 1992. Fue becada por la UNAM  para estudiar en la Manhattan School of Music de Nueva York, donde estudió con la mezzosoprano Mignon Dunn.  Posteriormente realizó una maestría en la Universidad de Illinois bajo la guía de la maestra Dunn y Sarah Ameson. 
A partir de 1999 tomó clases de técnica vocal con Gabriel Mijares.

## Trayectoria
A su regreso a México inició una carrera docente en la Escuela Nacional de Música/FaM impartiendo las asignaturas de canto y un taller de Opera Lírica.
En el 2006 cantó en el Carnegie Hall de Nueva York con la Everett Philharmonic Orchestra bajo la dirección de Pietro Romano.
Debutó en el Palacio de Bellas Artes cantando la Giannetta con Ramón Vargas en el Elixir de amor. Ha cantado roles operísticos en diferentes producciones  en México como Nedda de Pagliacci, Donna Elvira en Don Giovanni, Santuzza en Cavalería Rusticana y Floria Tosca en la ópera homónima, Female Chorus en The Rape of Lucretia. Ha cantado con las principales orquestas y festivales de México. Es catedrática de la Facultad de Música, UNAM impartiendo las asignaturas de canto, ópera de cámara y taller vocal de música mexicana. Desde el 2007 se ha dedicado a rescatar obras de compositores mexicanos principalmente del siglo XIX y realiza una labor de difusión y rescate continuo a través del Proyecto "Encuentro Universitario de la canción mexicana e iberoamericana" apoyado por la DGAPA UNAM.  

## Discografía
Su discografía incluye "Pajarito Errante" obras de Estanislao Mejia, "Enlaces" obras de Lucía Alvarez, "Música para un árbol" música de Mario Lavista, "Posromanticismo mexicano" obras para voz y piano de compositores mexicanos y "Eccomi" arias de ópera de compositores mexicanos.  